# Oghuzské jazyky

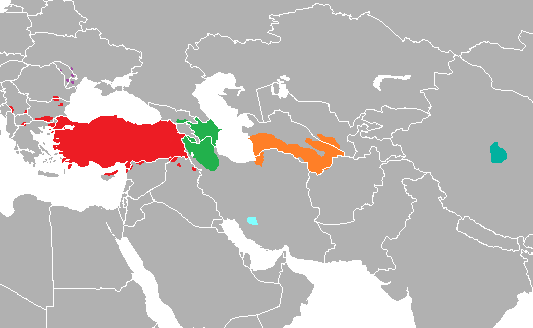

Oghuzské jazyky tvoří většinovou skupinu turkických jazyků; mluví jimi více než 90 milionů lidí v oblasti od Balkánu po Čínu.

## Lingvistické znaky
Oghuzské jazyky sdílejí mnoho znaků, což vedlo lingvisty k tomu, aby je označili jako skupinu. Některé mají znaky společné i s dalšími turkickými jazyky, některé jsou pro tuto skupinu unikátní.

### Sdílené znaky
- vynechávání počátečního „h“ (zachovává pouze chaladžština)
- vynechávání instrumentálu (zachovává pouze chaladžština a jakutština-sacha)

### Unikátní znaky
- vyjadřování plozivní souhlásky před předními samohláskami (gör- < kör- „vidět“)
- vynechávání q/ɣ po ɨ/u (quru < quruq „suchý“, sarɨ < sarɨɣ „žlutý“)
- změna v příslovečném -gan- na -an-

## Zařazení
Oghuzské jazyky se podle místa užití a společných znaků mohou dělit na tři hlavní skupiny:
- západní
  - turecká – turečtina, osmanská turečtina, gagauzština a jazyk meschetských Turků (Ahiska)
  - ázerbájdžánská – ázerbájdžánština (severní a jižní varianta), jazyk íránských Turkmenů, kaškajština a afšarština
- východní (turkmenská)
  - turkmenština, chorasanská turečtina, uzbečtina (oghuzský dialekt)
- jižní skupina
  - dialekty Íránu (např. kaškajštiny) a Afghánistánu (např. afšarština)

### Nezařazené
- salarština – mluví jí okolo 70 000 lidí v Číně
- krymskotatarština a urumština – z historického hlediska patří mezi kypčacké jazyky, ale byly tak ovlivněny ostatními oghuzskými jazyky, že je těžké je definitivně zařadit
- pečeněžština – pravděpodobně jde o oghuzský jazyk, ale je tak slabě zdokumentován, že je obtížné jej v této skupině jazyků zařadit